# NGC 5348
NGC 5348 је спирална галаксија у сазвежђу Девица која се налази на NGC листи објеката дубоког неба.
Деклинација објекта је + 5° 13' 38" а ректасцензија 13h 54m 11,1s. Привидна величина (магнитуда) објекта NGC 5348 износи 13,4 а фотографска магнитуда 14,2. Налази се на удаљености од 19,779 милиона парсека од Сунца. NGC 5348 је још познат и под ознакама UGC 8821, MCG 1-35-51, CGCG 45-137, PGC 49411.